# Peltasterinostroma rubi
Peltasterinostroma rubi är en svampart som beskrevs av Punith. 1975. Peltasterinostroma rubi ingår i släktet Peltasterinostroma, divisionen sporsäcksvampar och riket svampar.   Inga underarter finns listade i Catalogue of Life.